# Prosper Auriol père
Pour les articles homonymes, voir Auriol et Prosper Auriol.
Prosper Ambroise Eugène Auriol, né le 5 avril 1821 à Perpignan et mort le 9 novembre 1870 dans cette même ville, est un banquier et homme politique français.

## Biographie
Prosper Auriol est le fils de Bernard Auriol et le neveu de Jean-Jacques Lloubes, fondateurs de la Banque Auriol-Lloubes. En 1843, il commence à travailler dans la banque familiale. En 1863, avec son cousin Auguste Lloubes, il en prend la direction, les deux fondateurs étant morts. En 1866, Auguste meurt, la banque prend alors le nom de Banque Auriol. Prosper Auriol meurt à 49 ans, laissant deux enfants. Sa femme Delphine reprend la direction de la banque, leur fils aîné Prosper, âgé de neuf ans, étant trop jeune pour prendre la tête de l'entreprise familiale.
Alors qu'Auguste soutient le coup d'état du 2 décembre 1851 de Louis-Napoléon Bonaparte, Prosper s'engage du côté républicain. Il fait partie des personnes qui relancent le journal républicain L'Indépendant des Pyrénées-Orientales en 1868. Il soutient la candidature d'Emmanuel Arago aux élections législatives de 1869 et fait partie, après la chute du second Empire, de la commission municipale de Perpignan.